# The Reckoning Day
The Reckoning Day è un film muto del 1918 diretto da Roy Clements che aveva come interpreti Belle Bennett, Jack Richardson, J. Barney Sherry, Tom Buckingham, Elinor Fair, Louise Lester, Lee Phelps, Lucille Desmond, Sidney De Gray, Joseph Bennett. Prodotto e distribuito dalla Triangle, è considerato un film perduto.

## Trama

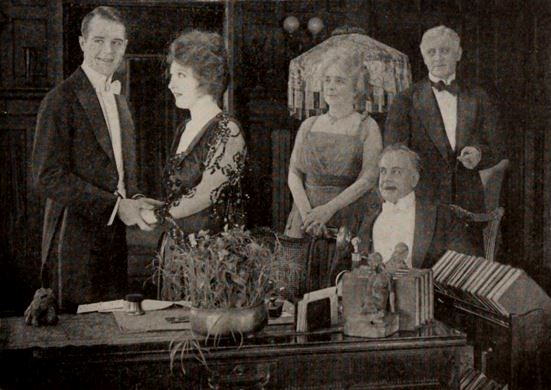
Fotogramma del film (Exhibitors Herald, 26 ottobre 1918)

Durante la prima guerra mondiale, a Jane Whiting, giovane e brillante avvocato fidanzata con il senatore Wheeler, viene assegnato il compito di indagare su una banda di spie che stanno raccogliendo dei fondi destinati alla Germania attraverso una falsa organizzazione caritatevole.
Il figlio di Wheeler, Frank, è innamorato di Lola Schram la cui madre, simpatizzante per i tedeschi, ha spinto la figlia a lavorare per Frederick Kube, capo di una cellula spionistica. Quando Kube scopre la storia d'amore di Lola con Frank, ordina alla signora Schram di far rompere i due giovani. Lola confessa le sue attività al fidanzato ma Kube la uccide, incolpando del delitto Frank.
Nel frattempo, Jane - con l'aiuto di Jimmy e Tilly Ware - scopre il quartier generale delle spie, riuscendo a far catturare la banda. Viene così riconosciuta anche l'innocenza di Frank, mentre Kube e i suoi vengono assicurati alla giustizia.

## Produzione
Il film fu prodotto dalla Triangle Film Corporation.

## Distribuzione
Distribuito dalla Triangle Distributing, uscì nelle sale cinematografiche statunitensi il 20 ottobre 1918. Non si conoscono copie ancora esistenti della pellicola che viene considerata presumibilmente perduta.